# Audun Hugleiksson
Audun Hugleiksson (Hestakorn) (født ca. 1240, henrettet 2. december 1302 i Bergen) var en stormand i kongeriget Norge i slutningen af 1200-tallet. Han var kongens højre hånd, både under Magnus Lagabøte og Eirik Magnusson, og blev anset som en vigtig politiker og jurist på sin tid, og havde en central rolle i udformningen af den norske lovgivning. Fra 1280 og frem mod århundredskiftet fik han stadig vigtigere stillinger i statsforvaltningen, og havde sit sæde i kongens råd, tjenestegjorde som "stallare" (advokat), "fehirde" (skatteminister) og bar titlen baron. Usædvanligt i norsk sammenhæng opførte Hugleiksson et stenslot på Ålhus i Jølster i Sunnfjord. Hugleiksson blev hængt på Nordnes i Bergen den 2. december 1302.

## Baggrund
Audun Hugleiksson voksede op på gården Hegranes på Ålhus i Jølster. Faderen Hugleik har formentlig tilhørt lavadelen, og var sandsynligvis hirdmand under kong Håkon Håkonsson (1204–1263), men selv om han næppe havde nogen fremtrædende position i samfundet, var han godt gift med en kvinde fra Østlandet. Moderen var sandsynligvis datter til Audun i Borg (Sarpsborg). Audun Hugleiksson kunne derfor føre slægten på moderens side tilbage til Inga fra Varteig, moderen til kongen som han således blev beslægtet med i tredje led.
I 1200-tallet oplevede Norge en storhedstid under kong Håkon Håkonssons ledelse. Norge havde fået afsluttet den udmattende borgerkrig omkring år 1240 og kunne løfte blikket ud over landets grænser. Nationen gjorde krav på landområderne Island, Grønland, de nordlige og vestlige delene af, og øerne nord for Skotland, inklusive Færøerne. Kongeriget positionerede sig i Europa, og kongen byggede alliancer ved blandt andet at gifte datteren, Kristina af Tønsberg, ind i den spanske kongefamilie.
Kongen lagde stor vægt på at bevare freden inden for nationen og at stabilisere kongeriget. Som andre konger i Europa på 1200-tallet  ønskede han at skabe en stabiliserende lovgivning. Det var sket en rivende udvikling i retsfilosofien i Europa i 1150 – 1250, noget der også nåede Norge, og i forbindelse med udarbejdelsen af et ny lovbog blev unge nordmænd sendt til sydeuropæiske universiteter for at studere, og Audun Hugleiksson var en af disse.

## Krig mod Danmark
Baggrunden var en tysk handelsblokade mod Norge, som danske konge Erik Klipping tilsluttede sig. Norge så sig tvunget til en fredsforhandling, der kostede landet dyrt. En dom i Kalmar pålagde Norge at betale den uhørte sum af 6000 mark sølv i erstatning. Krigshandlingerne blev fremprovokeret af jarl Alv Erlingsson (yngre), der drev piratvirksomhed med base fra sin borgen Isegran i Fredrikstad ved Glommens udmunding.
I november 1286 blev Erik Klipping myrdet, og i juni 1287 sætter Audun Hugleiksson i Tønsberg sit segl under en aftale med de danske kongemordere, der betyder en genoptagelse af den tidligere antidanske politik. I juli til september 1289 er Norge i krig med Danmark. Audun Hugleiksson leder de styrker som i juli går til angreb på Lolland. Omkring ti krigstræfninger indtræder med den norske landgangsflåde. Centralt i konflikten stod også øen Hjelm ved den jyske østkyst som lå strategisk placeret for at kontrollere eller beskytte handelsruterne. Øen blev i Norge betragtet som en norsk kronbesiddelse.
Etter nye norske angreb i danske farvande i 1293 og 1295 indledte den danske konge fredsforhandlinger, og i september 1295 blev der lyst fred på Hindsgavl på Fyn med gunstige vilkår for Norge. Norge beholdt Hjelm og opnåede kontrol med Hunehals.

## Død
Ved kong Eirik Magnussons død i 1299 blev tronen overtaget af Håkon Magnusson, og få dage herefter blev Audun fængslet. Han sad i fængsel i tre år indtil han blev dømt til døden i slutningen af 1302, ligesom kronen beslaglagde alle hans ejendomme. Han blev hængt søndag den 2. december 1302.
Hængning blev i middelalderen anses som den mest ydmygende af alle henrettelsesmetoder. Det er ikke nedskrevet, hvorfor Audun blev hængt.

## Eksterne links
- Baron Audun Hugleiksson frå Jølster – eit 700-års minne (Webside ikke længere tilgængelig)
- Digitalarkivet: Audun Hugleiksson